# Eurogol
(slogan della trasmissione)
Eurogol è stato un programma televisivo italiano sul calcio, trasmesso su Rai 2 dal 1977 al 1994 e condotto dai giornalisti Gianfranco De Laurentiis e Giorgio Martino.
La trasmissione era dedicata alle partite delle coppe calcistiche europee (Coppa dei Campioni divenuta nel 1992 Champions League, Coppa delle Coppe e Coppa UEFA) che erano state giocate il giorno prima (all'epoca tutte le gare delle tre competizioni citate si giocavano, di regola, il mercoledì) e coinvolgevano almeno una squadra italiana, con le sintesi delle gare che non erano state trasmesse in diretta dalla RAI, più servizi sui principali fra gli altri incontri disputati.
La prima puntata andò in onda il 15 settembre del 1977. La sigla della trasmissione era Oui-bon d'accord, eseguita dagli Albatros.
Nella stagione 2012-2013 è andata in onda su Rai Sport 1 una nuova versione della trasmissione, con cadenza settimanale e dedicata ai principali campionati UEFA (come la Premier League e LaLiga). Conduttori sono stati il giornalista Stefano Bizzotto e l'attrice Licia Nunez.